# Dundrum (Dublin)
Dundrum (irl. Dún Droma) – dzielnica Dublina leżąca w hrabstwie Dún Laoghaire-Rathdown, liczy 18 100 mieszkańców (2006).